# Goffredo da Trani
Goffredo da Trani, o di Trano, latinizzato come Godefridus de Trano o Gaufridus de Trano o Goffredus Tranensis (Trani, 1200 circa – Lione, tra il 3 aprile e il 6 giugno 1245), è stato un cardinale italiano della Chiesa cattolica e giurista medioevale.

## Biografia
Goffredo studiò a Bologna diritto civile soprattutto da Azzone da Bologna e diritto canonico da colui che viene da lui nominato "magnus doctor Damasus". Era già magister in diritto canonico prima del 1227. 
Insegnò diritto civile alla Università di Napoli e poi diritto canonico all'Università di Bologna. Nel 1240 fu nominato come "auditore", cioè revisore dei conti presso la curia romana da papa Gregorio IX.
La sua opera principale, ispirata dalla Summa Codicis di Azzone, è la Summa super-rubricis Decretalium, che è anche conosciuto come Summa titulorum Decretalium, o Summa super-titulis Decretalium. Fu redatta nel periodo che va dalla fine del 1241 sino alla metà del 1243. Questo è un libro che fa parte dei testi dei decretali commissionati da papa Gregorio IX, comunemente noto come il Liber Extra (o Decretales Gregorii IX).
Il libro di Goffredus si distingue per il suo linguaggio chiaro e comprensibile, la sua attenzione su questioni pratiche del clero, e le sue soluzioni uniche delle questioni in sospeso. Pertanto conobbe una notevole diffusione e guadagnò una grande influenza, soprattutto tra i membri della Curia Romana.

### Carriera ecclesiastica
Nel 1226 era canonico della cattedrale a Trani. Papa Gregorio IX lo ordinò "subdiaconus domini pape", titolo al quale si aggiunse presto quello di cappellano papale.
Si presenta nel proemio della Summa col doppio titolo di "domini pape subdiaconus et capellanus".
Al canonicato di Trani si aggiungevano nella stessa città le due chiese, forse parrocchie, di San Giacomo al Ponte e di San Gervasio fuori le Mura.
Papa Innocenzo IV lo nominò cardinale diacono di San Adriano durante il Concistoro del 28 maggio 1244 e con tale qualifica firmò documenti pontifici dal 23 gennaio al 3 aprile 1245.
Fu nominato vescovo di Lione, ma poco dopo e prima che potesse assumere la carica sulla Cattedra di Lione, improvvisamente morì.

Morì pochi giorni prima dell'inizio del Primo Concilio di Lione, convocato per il 24 giugno 1245.

### Nel Regno d'Inghilterra
Nel 1240 fu "auditore" litterarum contradictarum, nel prebendario di Gainford, nella Diocesi di Durham nel nord dell'Inghilterra, ma con questo "personatus" dovette accontentarsi di due terzi delle entrate.

È citato tra le fonti ispiratrici del Regiam Majestatem, il primo compendio del diritto scozzese.

## Opere
- Apparatus glossarum in Decretales Gregorii IX, riscritto come Summa super casibus decretorum
- 8 Costituzioni di Papa Innocenzo IV.[4]
- Summa super rubricis decretalium
  - Illustrazioni del manoscritto a Parigi circa 1250: Summa super titulis decretalium sul sito dell'Università svedese di Lund
  - nuova edizione: Gottofredo da Trani (Goffredus Tranensis): Summa super titulis decretalium. Ristampa dell'edizione - Lione 1519. Aalen: Scientia 1968

### Manoscritti
- Glossae vel summa super rubricis quinque librorum Decretalium, XIII-XIV secolo, London, Lambeth Palace, Manuscripts, MS 439.
  -  Glossa in Decretales Gregorii IX, XIV secolo, Wien, Österreichische Nationalbibliothek, Codices (Altbestand), Cod. 2197,  ff. 1-161v.
  -  Apparatus Decretalium (?), XVIII secolo, Paris, Bibliothèque Nationale de France, Fonds latin, Lat. 15042.